# Ligny-en-Barrois
Ligny-en-Barrois là một xã trong vùng hành chính Lothringen, thuộc tỉnh Meuse, quận Bar-le-Duc, tổng Ligny-en-Barrois. Tọa độ địa lý của xã là 48° 41' vĩ độ bắc, 05° 19' kinh độ đông. Ligny-en-Barrois có dân số vào thời điểm 1999 là 5035 người; mật độ dân số là 156 người/km².

## Các thành phố kết nghĩa
- Aichtal, Đức